# Florina (Vorname)
Florina ist ein weiblicher Vorname. Er ist die weibliche Form von Florin, der wiederum eine Variante zu Florian ist. Varianten sind Florine und die rätoromanische Form Flurina.

## Namensträgerinnen
Florina
- Florina Ioana Cîrstea (* 1992), rumänische Biathletin
- Florina Gillnik (* 1958), deutsche Gardetänzerin
- Florina Pană (* 1973), rumänische Langstreckenläuferin
- Florina Pascalau (* 1982), rumänische Basketballspielerin
- Florina Ștefana (* 1990), rumänische Leichtathletin (Mittelstreckenlauf)

Florine
- Florine von Burgund (um 1081–1097), französische Adlige und Kreuzfahrerin
- Florine Langweil (1861–1958), französische Kunsthändlerin und Sammlerin
- Florine de Leymarie (* 1981), französische Skirennläuferin
- Florine Stettheimer (1871–1944), US-amerikanische Malerin, Designerin, Dichterin und Salonnière
- Florine Valdenaire (* 1982), französische Snowboarderin

Flurina
- Flurina Badel (* 1983), Schweizer Künstlerin und Autorin
- Flurina Rigling (* 1996), Schweizer Paracyclerin
- Flurina Volken (* 1993), Schweizer Biathletin und ehemalige Skilangläuferin